# Lijeva Martinska Ves
Lijeva Martinska Ves falu Horvátországban, Sziszek-Monoszló megyében. Közigazgatásilag Martinska Ves községhez tartozik.

## Fekvése
Sziszek városától légvonalban 11, közúton 13 km-re északra, a Száva bal partján fekszik. Martinska Ves balparti részét Lijeva Martinska Vesnek, a jobbparti részt Desna Martinska Vesnek nevezik.

## Története
Martinska Ves a Felső-Szávamente egyik legrégibb települése. Az első település valószínűleg a Száva bal partján jött létre, majd később a jobb partra is terjeszkedett. A monoszlói birtokhoz tartozott, amelyet III. Béla király a harcokban szerzett érdemeiért a 12. században Makár ispán apjának adományozott. A 14. század elején a Monoszlói Csupor nemzetségé lett, akik egészen 1492-ig a család kihalásáig birtokolták. 
A települést és plébániáját 1334-ben „ecclesia beati Martini ex ista parte fluvius Zave” néven említik először. 1493-ban II. Ulászló király Erdődi Bakócz Tamásnak adta. Lakói a mezőgazdaság mellett állattartással, vadászattal, halászattal foglalkoztak. 1773-ban az első katonai felmérés térképén a folyó két partján fekvő település „Dorf Martinska Vesz” néven szerepel.
A közigazgatási reformmal 1869-ben Zágráb vármegye Sziszeki járásának keretében megalakult Martinska Ves község. A bal parti településnek 1857-ben 558, 1900-ban 616 lakosa volt.  1918-ban az új szerb-horvát-szlovén állam, majd később Jugoszlávia része lett. A II. világháború idején a Független Horvát Állam része volt. A háború sok emberi és anyagi áldozatot követelt. A háború után enyhült a szegénység és sok ember talált munkát a közeli városokban. A falu 1991. június 25-én a független Horvátország része lett. 2011-ben 419 lakosa volt.

## Népesség
| Lakosság változása | Lakosság változása | Lakosság változása | Lakosság változása | Lakosság változása | Lakosság változása | Lakosság változása | Lakosság változása | Lakosság változása | Lakosság változása | Lakosság változása | Lakosság változása | Lakosság változása | Lakosság változása | Lakosság változása | Lakosság változása |
| ------------------ | ------------------ | ------------------ | ------------------ | ------------------ | ------------------ | ------------------ | ------------------ | ------------------ | ------------------ | ------------------ | ------------------ | ------------------ | ------------------ | ------------------ | ------------------ |
| 1857               | 1869               | 1880               | 1890               | 1900               | 1910               | 1921               | 1931               | 1948               | 1953               | 1961               | 1971               | 1981               | 1991               | 2001               | 2011               |
| 558                | 574                | 600                | 631                | 676                | 0                  | 0                  | 633                | 648                | 636                | 612                | 572                | 520                | 455                | 419                |                    |

(1910-ben és 1921-ben lakosságát Desna Martinska Veshez számították.)

## Nevezetességei
A község legjelentősebb szimbóluma a Martinska Ves-híd, mely a település két részét elválasztó Száva felett ível át. A hidat 2002-ben építették, hosszúsága 165 méter. Jellegzetessége, hogy függőhíd, amely a harmadik Horvátországban, de az egyetlen, amelyen forgalom bonyolódik. Egyben az egyetlen híd, amely a két nagyváros, Zágráb és Sziszek között a Száván átível.